# TT109
La tombe thébaine TT 109 est située à Cheikh Abd el-Gournah, dans la nécropole thébaine, sur la rive ouest du Nil, face à Louxor en Égypte.
C'est la sépulture de Min, maire de Tjeny (Thinis), surveillant des prophètes d'Anhour, tuteur d'Amenhotep II, qui a vécu sous le règne de Thoutmôsis III.